# Riserva naturale Abetone
La riserva naturale Abetone è un'area naturale protetta della regione Toscana istituita nel 1977.
Occupa una superficie di 584 ettari nella provincia di Pistoia.
Al suo interno si trova l'Orto Botanico Forestale dell'Abetone.